# Кронборг
Кронборг је дворац у близини данског града Хелсингера, по којем је Вилијем Шекспир назвао дворац Елсинор у „Хамлету“, на најдаљем врху острва Зеланда, на најужем делу мореуза Ересунд који дели Данску од Шведске. Како је овај пролаз у Балтичко море овде широк тек 4 км, ово место је имало велику стратешку важност, а дворац је изграђен као поморска тврђава која је контролисала његов промет. Дворац је вековима био један од најважнијих ренесансних двораца у северној Европи, па је због тога 2000. године уписан на УНЕСКО-в списак места Светске баштине у Европи.

## Историја и одлике
Дански краљ Ерик Померански је 1420-их изградио моћну тврђаву како би котролисао промет мореузом и наплаћивао путарину сваком броду који је хтео да уђе или изађе из Балтичког мора. Тврђава из 15. века се састојала од низа зграда окружених снажним зидинама, али је данашњи изглед, али и име Кронборг, добио за краља време Фридрика II. који га је обновио 1585. године. Тада један од највећих и најлепших двораца северне Европе је немаром радника изгорео у пламену 1629. године. Само је капела преживела захваљујући снази својих лукова.
Кристијан IV. је уложио много труда у његову обнову 1639. године, али није довршио његов ентеријер. Шведски генерал Карл Густаф Врангел је освојио дворац 1658. године, приликом шведске инвазије, након чега су зидине ојачане и окружене снажним противтоповским бастионима. Почетком 18. века је сматран за једну од најснажнијих утврђења у Европи.
Од 1739. до 1900-их, Кронборг је служио као затвор којим је управљала војска, а 1772. године ту је била затворена и данска краљица, Каролина Матилда од Велса, сестра енглеског краља Џорџа III. Од 1785. до 1922. године дворац је престао да буде краљевска резиденцијом, а њиме је потпуно управљала војска.
Године 1816. у дворцу су војници извели Шекспирову драму „Хамлет“, чиме су обележили 200 година од смрти славног писца који је своју драму сместио у овај дворац. Од тада се ова драма изводила више пута у разним деловима дворца, а од славних глумаца, улогу Хамлета су играли Лоренс Оливије, Џон Гилгуд, Кристофер Пламер, Дерек Јакоби, као и 2009. године Џуд Ло.

## Галерија
- Дворац Кронборг
- Улаз у краљевску капелу
- Соба Фридрика II. (1576.)
- Холгар Дански, скулптура у дворцу